# Ленарт (община)
Община Ленарт (словен. Občina Lenart) — одна з общин Словенії. Адміністративним центром є місто Ленарт-в-Словенських Горицях.
Община зберігає сільський характер. Вирощування фруктів і тваринництво є найважливішими в діяльності мешканців.

## Населення
У 2011 році в общині проживало 8175 осіб, 4085 чоловіків і 4090 жінок. Чисельність економічно активного населення (за місцем проживання), 3134 осіб. Середня щомісячна чиста заробітна плата одного працівника (EUR), 823,31 (в середньому по Словенії 987.39). Приблизно кожен другий житель у громаді має автомобіль (50 автомобілі на 100 жителів). Середній вік жителів склав 42,2 роки (в середньому по Словенії 41.8). 